# Crest Hill
Crest Hill is een plaats (city) in de Amerikaanse staat Illinois, en valt bestuurlijk gezien onder Will County.

## Demografie
Bij de volkstelling in 2000 werd het aantal inwoners vastgesteld op 13.329. In 2006 is het aantal inwoners door het United States Census Bureau geschat op 20.516, een stijging van 7187 (53,9%).
Naast een gewone populatie heeft Crest Hill ook een grote populatie van gedetineerden in de Stateville Penitentiary.

## Geografie
Volgens het United States Census Bureau beslaat de plaats een oppervlakte van 18,8 km², waarvan 18,5 km² land en 0,3 km² water.

## Plaatsen in de nabije omgeving
De onderstaande figuur toont nabijgelegen plaatsen in een straal van 8 km rond Crest Hill.